# گوک‌خان سوزن
گوک‌خان سوزن (انگلیسی: Gökhan Süzen؛ زادهٔ ۱۲ ژوئیهٔ ۱۹۸۷) بازیکن فوتبال اهل ترکیه است.
از باشگاه‌هایی که در آن بازی کرده‌است می‌توان به باشگاه فوتبال سیواس‌اسپور، باشگاه فوتبال بشیکتاش، باشگاه فوتبال استانبول باشاک‌شهر، و باشگاه فوتبال غازی عینتاب‌اسپور اشاره کرد.
وی همچنین در تیم ملی فوتبال Turkey A2 بازی کرده‌است.